# 龍ヶ岳
龍ヶ岳（りゅうがたけ）は熊本県上天草市龍ヶ岳町にある山。標高469.3メートル。
名称は「竜神が宿る山」としてこの地域で信仰されていたことに因み、その形状から天草富士とも呼ばれる。1934年（昭和9年）9月3日、国の名勝に指定された。山頂周辺は「龍ヶ岳山頂自然公園」となっており、キャンプ場のほか、プラネタリウムなどを備えたミューイ天文台も置かれている。